# Касимджанов Рустам Машрукович
Рустам Машрукович Касимджанов (узб. Rustam Qosimjonov; 5 грудня 1979, Ташкент) — узбекський шахіст, гросмейстер, чемпіон світу за версією ФІДЕ в 2004 р. Постійно проживає у Німеччині.
Його рейтинг на березень 2020 року — 2661 (81-ше місце у світі, 1-ше в Узбекистані).

## Кар'єра
Почав грати в шахи у п'ятирічному віці.
У 1994 році став чемпіоном  Азії серед юнаків.
З 1997 року — Гросмейстер.
У 1998 році виграв чемпіонат Азії. У 1999 році зайняв друге місце на чемпіонаті світу серед юнаків у Єревані.
Перемагав на турнірах в Ессені (2001 рік) і в Памплоні (2002 рік).
На представницькому турнірі 2002 року в Хайдарабаді (Індія) Касимджанов зайняв друге місце, поступившись першим Вішванатану Ананду.

## Здобуття титулу
Сенсаційну перемогу Рустам Касимджанов здобув у нокаут-чемпіонаті світу ФІДЕ 2004 року. Перед турніром Касимджанов мав рейтинг Ело 2640 і перебував на 54-му місці в рейтинг-списку ФІДЕ. Нокаут-чемпіонат світу проводився в столиці Лівії місті Триполі, тому в ньому не брали участь ізраїльські шахісти і багато інших сильних гросмейстерів. В ході чемпіонату Касимджанов послідовно обіграв Василя Іванчука (+0-0 = 2, 1,5:0,5 у дод. Партіях), Золтана Алмаші (+ 2-0 = 0), Олександра Грищука (+1-1 = 0, 2:0 в доп. партіях) і Веселина Топалова (+0-0 = 4, 2:0 в доп. партіях). У фінальному матчі Касимджанов переміг англійського гросмейстера Майкла Адамса з рахунком 4,5:3,5. Основний матч складався з шести партій і закінчився внічию — 3:3 (+2-2 = 2). У додаткових двох партіях зі швидких шахів (25 хвилин + 10 секунд після кожного ходу) Касимджанов виграв чорними в першій і добився нічиєї в другій.
Після перемоги на нокаут-чемпіонаті світу Касимджанов виграв представницький турнір в індійському місті Пуне (Pune).
У процесі об'єднавчих зусиль у шаховому світі на початок 2005 року планувався матч Касимджанова проти Гаррі Каспарова, але поєдинок не відбувся. У 2005 році поступився титулом чемпіона світу Веселину Топалову. Касимджанов грає в німецькій шахової Бундеслізі за шаховий клуб міста Бад Годесберге. Касимджанов показує нестабільні результати в турнірах. Його рейтинг ніколи не був дуже високим.
Найвищий коефіцієнт Ело — 2709 — Касимджанов мав у жовтні 2001 році, в той час він посідав 11 місце серед найсильніших шахістів світу.

## Нагороди
Указом Президента Узбекистану Іслама Карімова від 14 липня 2004 Рустам Касимджанов нагороджений орденом Аміра Темура за "… видатне досягнення — перемогу на чемпіонаті світу 2004 року з шахів, проявлені притаманні нашому народові високий інтелектуальний потенціал, самовідданість і волю, величезний внесок у підвищення авторитету та престижу Батьківщини, примноження її слави на міжнародній арені … ".

## Зміни рейтингу
| На цьому місці має відображатися графік чи діаграма, однак з технічних причин його відображення наразі вимкнено. Будь ласка, не видаляйте код, який викликає це повідомлення. Розробники вже працюють для того, щоби відновити штатне функціонування цього графіка або діаграми. | |
| | На цьому місці має відображатися графік чи діаграма, однак з технічних причин його відображення наразі вимкнено. Будь ласка, не видаляйте код, який викликає це повідомлення. Розробники вже працюють для того, щоби відновити штатне функціонування цього графіка або діаграми. |